# Giora Spiegel
Giora Spiegel (héberül: גיורא שפיגל; Petah Tikva, 1947. július 27. –)  izraeli válogatott labdarúgó, edző.

## Pályafutása

### Klubcsapatban
1965 és 1973 között a Makkabi Tel-Aviv játékosa volt. 176 mérkőzésen lépett pályára és 68 gólt szerzett. 1973 és 1979 között Franciaországban játszott, előbb a RC Strasbourg, majd az Olympique Lyon csapatában. 1979-ben visszatért a Makkabi Tel-Avivhoz. Később játszott még a Hakoah Ramat Ganban és a Bétár Tel-Avivban.

### A válogatottban
1965 és 1980 között 44 alkalommal szerepelt az izraeli válogatottban és 18 gólt szerzett. Részt vett az 1968. évi nyári olimpiai játékokon és az 1970-es világbajnokságon.

## Sikerei

### Játékosként
Makkabi Tel-Aviv
- Izraeli bajnok (4): 1966–68, 1969–70, 1971–72, 1978–79
- Izraeli kupa (2): 1966–67, 1969–70
- Izraeli szuperkupa (2): 1968, 1970
- Ázsiai klubbajnokság (2): 1969, 1971

### Edzőként
Bné Jehúdá
- Izraeli bajnok (1): 1989–90

Makkabi Haifa
- Izraeli bajnok (1): 1993–94
- Izraeli kupa (2): 1994–95, 1997–98

## Külső hivatkozások
- Giora Spiegel – a FIFA adatbázisában
- Giora Spiegel adatlapja a National-Football-Teams.com oldalon (angolul)

- Giora Spiegel. FootballDatabase.eu